# Historia de Egipto
Los primeros pobladores de Egipto alcanzaron las riberas del río Nilo, por entonces un conglomerado de marismas foco de paludismo, escapando de la desertización del Sahara. Las comunidades originales hicieron habitable el país y se estructuraron en regiones llamadas nomos. Pasado el tiempo y tras épocas de acuerdos y disputas los nomos se agruparon en dos proto-naciones, el Alto Egipto y el Bajo Egipto, para quedar finalmente unificados por Menes hacia el año 3100 a. C., considerado por los antiguos egipcios el primer faraón.
Para los antiguos egipcios, el primer faraón fue Narmer, denominado Menes por Manetón, quien gobernó hacia el año 3150 a. C. El último faraón fue Cleopatra VII, de ascendencia helénica, que reinó del año 51 al 30 a. C.
Sin embargo, el título de «faraón», con su término egipcio pr ˤ3 (per aa), ‘casa grande’, solo debería utilizarse en puridad, cuando Egipto llegó a serlo de verdad, extendiendo su poder más allá de su territorio original, que se produjo solamente a partir del Imperio Nuevo, más específicamente, a mediados de la Dinastía XVIII, posterior al reinado de Hatshepsut.
Los faraones fueron considerados seres casi divinos durante las primeras dinastías y eran identificados con el dios Horus. A partir de la dinastía V también eran «hijos del dios Ra». Normalmente no fueron deificados en vida. Era tras su muerte cuando el faraón se fusionaba con la deidad Osiris y adquiría la inmortalidad y una categoría divina, siendo entonces venerados como un dios más en los templos.

## Prehistoria

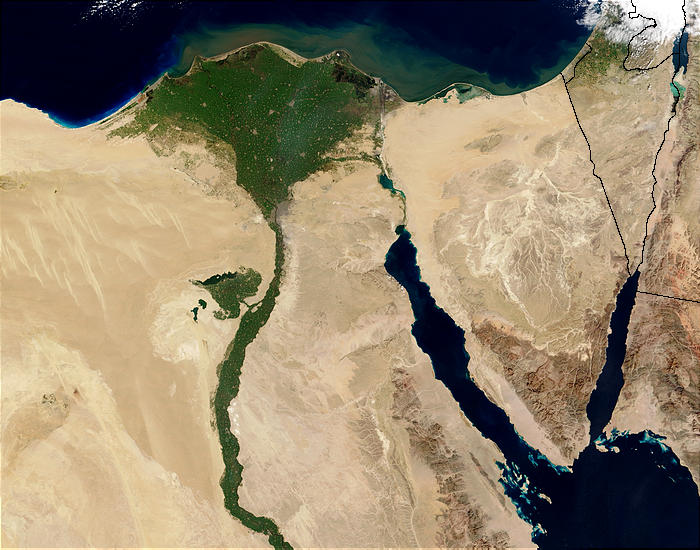
El valle y el delta del Nilo, los fértiles parajes donde se desarrolló la cultura del Antiguo Egipto.

Tras la progresiva retirada de las glaciaciones, se incrementaron los pastizales y las diversas poblaciones indígenas fueron concentrándose empujadas por el proceso de desertización del Sahara. Existían diversas culturas indígenas identificables por sus diferentes utensilios, objetos cerámicos y ritos funerarios.
El periodo neolítico, que comenzó en Canaán hacia el 9.000 a. C., llegó a Egipto sobre el año 5.000 a. C. Las crecidas del río Nilo como consecuencia de las lluvias en sus fuentes y las torrenteras de arcilla procedentes de Etiopía dieron lugar a ricas y fértiles tierras de limo.
Se conviene que hacia el 4.000 - 3.500 a. C. existió una unificación del territorio a través de las previas comunidades locales, los nomos: el Bajo Egipto, cuyas principales ciudades eran Buto y Sais, y el Alto Egipto, con capital en Hieracómpolis, adoptando como principal divinidad a Horus. Conquistado el delta del Nilo hacia el 3.000 a. C., Menes (también llamado Narmer), procedente de Tinis, será considerado por los epígonos de Manetón el fundador de la primera dinastía faraónica.

## Historia Antigua: el Imperio faraónico
En el denominado Imperio Antiguo, durante la tercera dinastía, con Dyeser (Zoser), encontramos un dominio del arte y la arquitectura monumental en piedra. De esta época se datan las tres colosales pirámides de Seneferu, la Gran Pirámide de Guiza atribuida a Keops (Jufu) por Heródoto, con la inestimable ayuda de su hija, así como la de Kefrén (Jafra) y Micerino (Menkaura) en la cuarta dinastía. La capital se establece en Menfis y el periodo de mayor esplendor económico se desarrolló a partir del 2400 a. C. con la quinta dinastía. El comercio es fundamental: el trigo se cambia por madera de ébano, oro y especias. La artesanía gozó de un gran auge.

### Extensión del imperio
Posteriormente se vive un período de descentralización, en el que se llegan a formar pequeñas dinastías territoriales hasta la aparición de los príncipes de Tebas, que vuelven a unificar el país y crean el llamado Imperio Medio, que durará hasta 1.700 a. C. En este momento, el país se extiende desde las primeras cataratas del Nilo (Kush) hasta el mar Mediterráneo, con una gran influencia en todo oriente y norte de África.

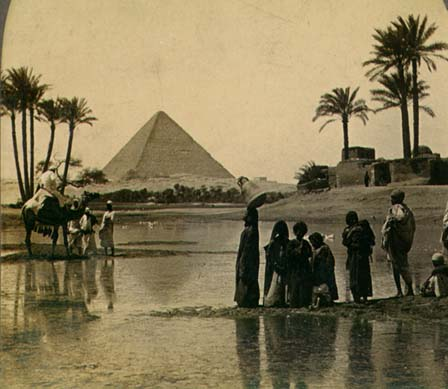
Gran Pirámide de Guiza en una tarjeta postal del.

Aumenta la producción agrícola y hacia 1990 a. C., bajo el faraón Amenemhat I, se alcanza el máximo desarrollo territorial y económico. En el 1830 a. C. se restablece el primer plan de regadíos en el Bajo Egipto, que garantizará en el futuro reservas de agua que permitirán los cultivos en la estación seca. 
Al final de esta etapa se produce la penetración de los hicsos desde Palestina, que se instalan en el Delta y se apoderan del gobierno con sus propias dinastías, aunque Kush y Tebas permanecen independientes, no siendo expulsados hasta el 1.550 a. C. por Amosis I, con quien comienza el Imperio Nuevo. Con el faraón Amenhotep I, hacia el 1.500 a. C., el imperio recobra su importancia, a pesar de los graves costes que había supuesto el enfrentamiento con las tribus palestinas. Es el momento en el que se produce una extensión del imperio, donde gran parte de Kush queda bajo el poder autocrático del faraón así como buena parte de Siria y la ribera occidental del Éufrates por el norte. No obstante, la fuerza de los hititas hará perder buena parte de los dominios norteños y mantendrá en jaque al imperio, al igual que los libios amenazan por el Este y Sur. Con Ramsés II se produce la última época de poder absoluto de los faraones. Después le sucede un período caracterizado por la gran influencia y poder de los sumos sacerdotes de Amón, hasta tal punto que alrededor del 1.000 a. C., dos dinastías se reparten el control del imperio, con la presencia en Tebas de los sacerdotes de Amón como herederos y gobernadores independientes, con el apoyo ocasional de los libios.
El proceso de descentralización es imparable, llegándose a contabilizar hasta veinte reinos distintos, gobernados por los nomarcas, absolutamente independientes a las puertas del 800 a. C. Los enfrentamientos entre los mismos eran constantes hasta que en el 715 a. C., Sabacon, procedente de Kush, volvió a unificar bajo su mando buena parte de los nomos y reincorporó Kush, que llevaba 500 años de independencia.

### Periodo tardío
Esto no acabó con los procesos desestabilizadores procedentes de los asirios en el Norte y los etíopes en el Sur. El avance del imperio Persa hacia el 520 a. C. de la mano del rey Cambises II dio al traste definitivamente con el imperio faraónico y la dependencia de Egipto por primera vez de reyes extranjeros. Pero sería Alejandro Magno quien, en el 332 a. C. terminaría por conquistar el país.

## La dominación griega y romana

### Los Ptolomeos
Egipto cayó bajo la influencia de la cultura griega con la mera presencia durante menos de un año de Alejandro Magno que modificó completamente la organización persa y se hizo nombrar faraón. Muerto Alejandro, el general macedonio Ptolomeo I Sóter, que ya era gobernador según un reparto realizado por los propios generales alejandrinos, se proclama rey en el 305 a. C.

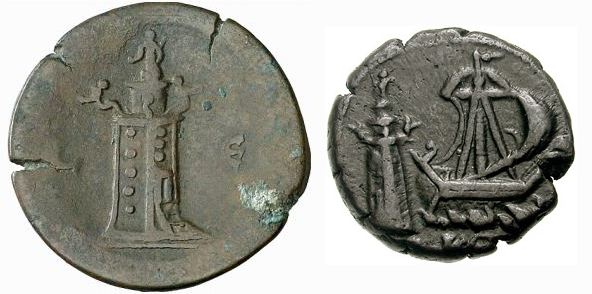
El Faro de Alejandría en dos monedas acuñadas en la época de Antonino Pío y Commodo

Ptolomeo y sus herederos instauran un modelo parecido al faraónico, la dinastía Ptolemaica, con clara división en castas que se distribuyen los trabajos en función de su origen: griegos, judíos y egipcios. El reino sigue dividido en nomos y se ejercerá una verdadera autocracia con un férreo control sobre todas las materias, especialmente la producción agrícola y con sistemas de arrendamientos para la explotación pues la tierra era del faraón. Se estableció el cupo de exportaciones necesarias por año y se centralizó la actividad crediticia en una sola entidad financiera propiedad de la corona. En el terreno militar se enfrentarán con la expansión en Siria, pero la creación de Alejandría convertirá a Egipto en un país con claros intereses en el Mediterráneo. Así, con los primeros Ptolomeos se conquista Chipre y otras islas griegas, estableciendo puertos en la orilla norte del mar.
Sin embargo, el modo de explotación territorial y personal no hará extender entre los millones de egipcios que pueblan el país un sentimiento de pertenencia al mundo helenístico. Las sublevaciones serán constantes y los enfrentamientos evidencian una manifiesta ruptura entre los dirigentes y la ciudad de Alejandría por una parte (que alberga solo a un 4 % del total de la población del país), y el resto por otra. La figura de Cleopatra VII, enfrentada dinásticamente a Ptolomeo VIII Evergetes II, a pesar de lo literario y romántico de su historia personal con los generales romanos Julio César y Marco Antonio, no pudo evitar el fin de la dinastía, que es derrotada decisivamente en Accio en el año 31.

### Roma
Bajo el dominio romano, el prefecto se convirtió en la máxima autoridad, dependiente solo del Emperador. Las castas establecidas por la dinastía Ptolemaica se mantuvieron y aún se reforzaron, con la división del trabajo que prima a griegos y judíos y, ahora, los ciudadanos romanos. Los tributos en especie, sobre todo el trigo, fueron fuente importante para Roma. La cristianización de la metrópoli se extendió en su conquista de Egipto y el nuevo territorio del Imperio vio ascender al clero cristiano –especialmente al Patriarca de Alejandría– a los puestos más altos dentro de la nueva sociedad.

## Edades Medias

### Bizancio
A la muerte de Teodosio, el Imperio queda dividido hasta que en el año 476 Odoacro depone al último emperador del Imperio romano de Occidente, Rómulo Augústulo. El Oriental, con capital en Constantinopla, consiguió mantenerse con las provincias de Grecia, Balcanes, Asia Menor, Palestina, Siria y Egipto, estas tres últimas las más ricas que abastecían al resto.
Antioquía y Alejandría eran las ciudades más importantes, con un floreciente comercio y con artesanos dedicados a la creación de objetos de lujo para una aristocracia dueña de las tierras y sus rentas, la creación de latifundios como consecuencia de la crisis productora del siglo III se acentúa en este periodo con grandes concentraciones de tierras a las que no es ajena la Iglesia católica. En Alejandría proliferaban las escuelas, y en su biblioteca discutían filósofos cristianos y paganos.
Justiniano intentó poner orden, pero las provincias eran asoladas por milicias privadas que desafiaban la autoridad y saqueaban a los campesinos. Con todo, el problema principal era de tipo religioso, sobre todo en Egipto: Cuando el concilio de Calcedonia condenó el monofisismo mayoritario en Egipto, provocó una gran escisión: la ortodoxia era defendida por mercaderes y funcionarios relacionados con Constantinopla, mientras que el pueblo defendía a los monofisistas uniendo el rechazo a la autoridad (y al fisco) con la defensa de la lengua y cultura propia, fundándose entonces la Iglesia copta. A la muerte Justiniano en el año 565 la aristocracia local deja de sustentar el poder imperial, y la desunión facilita las invasiones. Bizancio mantenía una fuerte presencia militar con una flota en Alejandría, pero eso no fue obstáculo para que en el 618 el Imperio Persa hiciera una incursión en territorio egipcio hasta que Úmar ibn al-Jattab conquistase en el 638 el país.

### El islam
En el año 634 fue elegido segundo califa Úmar ibn al-Jattab, suegro de Mahoma, que comienza a expandir el Islam. En 639 conquistó Egipto, imponiendo un gobierno tolerante. Permitió a judíos y cristianos mantener sus prácticas religiosas y los eximió de servir en el ejército a cambio de impuestos especiales, la yizia y el jarach, y permitió los particularismos regionales. Esta política comprensiva explica la falta de resistencia a la penetración árabe. Por otra parte, la posición estratégica de Egipto le enfrentó con los cruzados cristianos y el Imperio mongol.
La guerra entre chiitas y sunitas dejó a Egipto del lado de estos últimos, y, tras la muerte de Alí, dependiendo del califato de Damasco gobernado por los omeyas desde el año 661, 39 de la Hégira.
La llegada de los árabes supuso cambios en el sistema impositivo, gravándose mejor las rentas y las actividades comerciales; en la administración y el gobierno, mucho más saneados, y en la agricultura donde se incorporaron nuevas técnicas de regadío que multiplicaron por dos el terreno cultivable.
Alejandría mantuvo su importancia estratégica y comercial y El Cairo creció espectacularmente, pasando de ser un simple fortín a una gran ciudad. No obstante, buena parte de los beneficios derivados de la buena gestión terminaron en manos de los sultanes, tanto de Damasco como de Bagdad.
Durante los primeros 300 años de incursión del Islam, se mantuvo un equilibrio con las religiones ya presentes en el territorio: cristianismo, judaísmo y coptos. Pero la nueva religión islámica fue ganando adeptos entre los egipcios hasta convertirse claramente en la religión oficiosa, impregnando el modo de vida de toda la sociedad y quedando el resto en minoría.

#### Dinastía omeya
La familia Omeya era árabe de pura raza, y consideraba a los no árabes como musulmanes de segunda clase. No obstante, los más fieles fueron nombrados delegados del gobierno, e incluso se recurría a judíos y cristianos, que colaboraron en el desarrollo de las artes y en la traducción al árabe de los libros de filósofos, médicos y científicos griegos y latinos.
Damasco impulsó una nueva forma de artesanía, y organizó la administración pública: Se desechó el denario de oro bizantino para sustituirlo por el dinar y el dírham e impuso la lengua árabe paulatinamente. Su influencia también se notó en la arquitectura, con su máximo exponente en el alminar, como el de la mezquita de El Cairo, ciudad a la que trasladaron la capital de Egipto.

#### Los abasíes
En el año 750, el 128 desde la Hégira, los abasíes acusaron a los omeyas de ser musulmanes indignos, hipócritas y corruptos, e invocando el rigor doctrinal los derrocaron. Su primer califa, Al-Mansur trasladó la capital a Bagdad. Protegieron la cultura, las artes, las ciencias y el comercio. La tolerancia religiosa consiguió la conversión de muchos no árabes al islam, algo que no se había estimulado durante el califato omeya (o que incluso se había dificultado). Con los abbasíes la expansión del islam fue mucho más rápida que en el pasado.

#### Los fatimíes

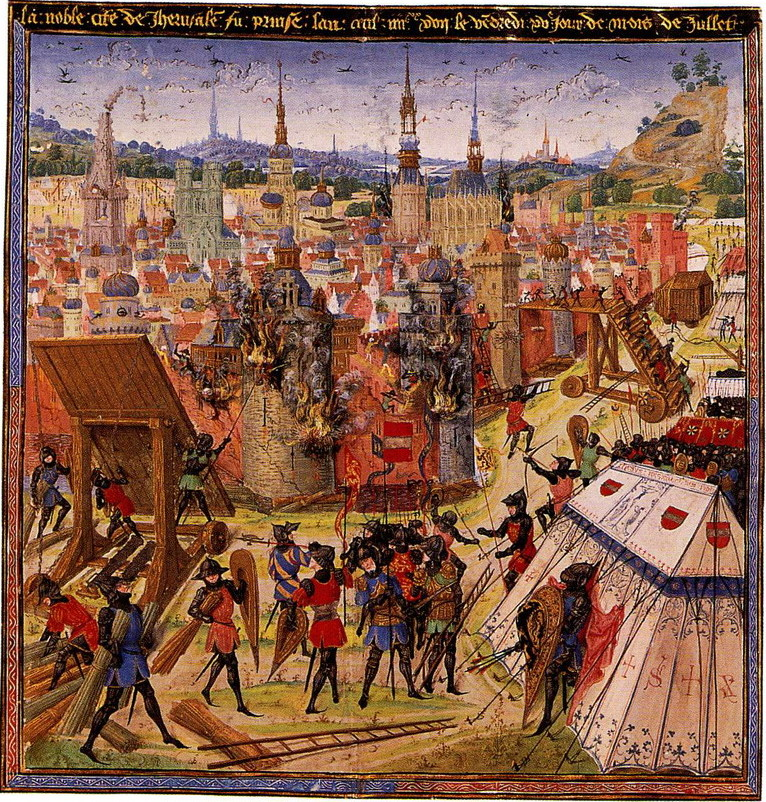
Caída de Jerusalén durante la Primera Cruzada en 1099

Los fatimíes, chiitas provenientes del Magreb, entraron en Egipto en 972, trasladando la capital del imperio a El Cairo (Al-Qáhira, 'la Victoriosa') que llegó a ser considerada en el 969 como una de las ciudades más importantes del mundo. 
El ascenso fatimí a los cargos de Estado dependía más del mérito que del linaje u otras causas, los sunníes tenían tantas probabilidades de ser nombrados a puestos de gobierno como los chiíes y la tolerancia se extendía hasta a los no musulmanes: cristianos y judíos podían ocupar niveles encumbrados del gobierno gracias a su capacidad.
El imperio siguió creciendo y floreciendo bajo el califa al-Hakim, cuyo reinado empezó con la construcción de una gran mezquita en El Cairo (la Mezquita de Al-Hakim). Desgraciadamente enloqueció, promulgando leyes arbitrarias y acabando con la tolerancia hacia cristianos y judíos para quienes dictó leyes especiales. 
Hacia el año 1010, El Cairo había superado a Bagdad en importancia, y el califato fatimí se extendía desde Siria y la península arábiga hasta el Magreb oriental (con el reino de los ziríes como vasallo). Egipto controlaba la puerta hacia el comercio en Asia y los puertos orientales del Mediterráneo, no solo Alejandría, sino también los sirios. Desde aquí mantenía el comercio con la zona occidental en Barcelona y Valencia hasta el siglo XVI. 
Después de 1060 el territorio fatimí fue reduciéndose hasta que apenas lo componía Egipto. Con la enfermedad y muerte del último califa fatimí, en 1171, Saladino sumó Egipto al califato abasí.

#### Los mamelucos
En los momentos finales del califato fatimí el país estaba en crisis, por una parte amenazado por los cruzados, que habían ocupado Ascalón y amenazaban la frontera aliados con los bizantinos, y por otra en guerra civil entre los diversos aspirantes al cargo de visir.
Uno de ellos acudió a la corte de Damasco a pedir ayuda a Nur al-Din. Este envió un ejército al mando de Shirkuh, que en 1169 controlaba el país, actuando en parte como primer ministro del califa fatimita de Egipto, en parte como gobernador y representante del Sultán sirio. Ese mismo año moría el general, siendo sustituido en el puesto por su sobrino, Saladino.
Saladino reformó la administración del país, aboliendo impuestos y reduciendo el desmesurado funcionariado, reorganizó el ejército, compuesto hasta entonces por mercenarios del Magreb que fueron sustituidos por tropas kurdas y turcomanas, e impuso su autoridad sobre el país. La enfermedad de Al-Adid, el último califa fatimí, impidió a este seguir controlando las mezquitas egipcias, en las que se empezó a orar por el califa abbasí. Su muerte en 1171 supuso la reintegración definitiva del culto en Egipto a la corriente suní, mayoritaria en el islam. 
Amplió también las fronteras, conquistando la costa libia, el norte de Sudán y Yemen con la excusa de restaurar la ortodoxia religiosa (estos territorios estaban fuera del liderazgo espiritual del califato abasí, siendo para su doctrina herejes), y tomó los puertos y posiciones cruzadas en el mar Rojo, asegurando su posición contra los estados cristianos.
Tras la muerte de Al-Adid, Egipto era en teoría vasallo de Nur al-Din pero en la práctica Saladino era el gobernador de facto: reconocía la autoridad del sultán de Siria, pero gozaba de total independencia en su gobierno de Egipto, debido a la lejanía entre Damasco y El Cairo, separadas por estados gobernados por los cruzados europeos.
Con la instalación de los mamelucos en El Cairo, comienza otra etapa en la historia de Egipto. No persiguieron a las iglesias coptas ni a las comunidades judías, aunque fueron guardianes del islam en el conjunto social. El final de la dinastía llegó con la derrota en 1517 ante Selim I, sultán del Imperio otomano, pero ya con anterioridad la pérdida del control del tráfico comercial con Asia como consecuencia de las nuevas rutas establecidas por Portugal y España tras el descubrimiento del paso de Cabo de Buena Esperanza y el Nuevo Mundo, había provocado una paulatina decadencia de Egipto. Así en 1517, las fuerzas otomanas son imparables y conquistan el país.

## Edad Moderna

### Dominación otomana

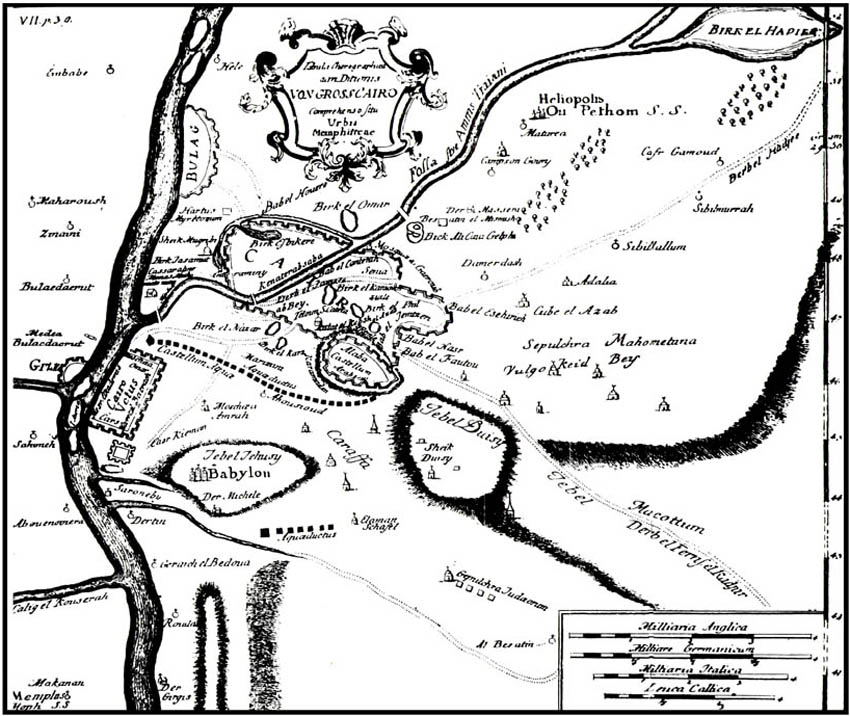
Mapa de El Cairo según dibujo de 1736

En el 1516, el sultán otomano Selim I derrotó a los mamelucos en Alepo y en El Cairo en 1517. Egipto fue considerado Estado vasallo, no provincia, y será gobernado en este tiempo por los bajás y los beyes. La autoridad del Imperio otomano era escasa, y los mamelucos volvieron rápidamente a posiciones de gran influencia: Los emires mamelucos se mantuvieron como jefes de los doce sanjaks, en los cuales fue dividido Egipto; los bajás tomaban muchas veces sus decisiones al margen de los deseos de Estambul, que se conformaba con recibir el tributo en forma de dinero (600 000 piastras anuales) y los contingentes de tropas que se solicitaban. A cambio apenas exigía que las fronteras fueran guardadas de cualquier incursión. La incuria turca condujo a la decadencia de la economía, perdiéndose el comercio de las especias.
La sublime Puerta nombraba nuevos gobernadores cada poco tiempo para evitar rebeliones, pero los cambios constantes provocaron la pérdida de control del ejército, y al principio del siglo XVII los motines llegaron a ser constantes; en 1013 dH (1604 d. C.) el gobernador Ibrahim Pachá fue asesinado por los soldados, y su cabeza fijada en el Bab Zuwaylah. La razón de estos motines era la tentativa de los sucesivos pachás de poner fin a la extorsión llamada tulbah, un pago forzado exigido por las tropas a los habitantes del país por unas falsas deudas. 
En 1609 algo estalló la guerra civil entre el ejército otomano y el Pachá, a quien apoyaban algunos regimientos leales y los beduinos. Los soldados intentaron elegir un sultán y dividir las regiones entre ellos. El gobernador Mohamed Pachá los derrotó en 1610, entrando triunfalmente en El Cairo y ejecutando a los cabecillas. Historiadores contemporáneos hablan de ese acontecimiento como la segunda conquista de Egipto por los otomanos. Mohamed efectuó una gran reforma financiera y reajustó las cargas impuestas entre las diversas comunidades de Egipto, de acuerdo con sus medios.

### Autogobierno
Tal era la situación que los gobernadores designados eran tratados por los egipcios con menor respeto cada vez. En 1623 Estambul nombró gobernador a Ali Pachá: los oficiales enviaron cartas exigiendo tener a Mustafá Pachá, y la guarnición de Alejandría atacó y obligó a Alí a embarcar de nuevo. Poco después llegó el nombramiento de Mustafá Pachá para el cargo de gobernador.
En el siglo XVIII la autoridad del pachá fue reemplazada por la de beyes mamelucos llamados Shaikh al-Balad, jefes de la ciudad, que mantenían el liderazgo de la comunidad. 
Una tentativa de un pachá de eliminar la autoridad de estos beyes falló debido a la lealtad de sus partidarios armados, que le obligaron a huir a Estambul. Tras una época de disturbios, Ali Bey se hizo con el poder en 1766.
Consiguió poner los asuntos egipcios en orden, y reprimió el bandolerismo de los beduinos en el Bajo Egipto. Intentó constituir una monarquía independiente, y a tal efecto se esforzó para disolver todas las tropas excepto las que estaban bajo su propio control. En 1769 llegó una demanda del emperador otomano para que enviase 12 000 hombres para emplearlos en la guerra rusa, orden que se negó a cumplir. La sublime Puerta no podía tomar medidas activas contra él, por lo que se dedicó a consolidar sus dominios, reformar las finanzas, y mejorar la administración de justicia. Envió a su yerno, Abu-'l-Dhahab, a defender la tierra entre Asuán y Asyut, envió una fuerza de 20 000 hombres para conquistar Yemen, a Ismail Bey con 8000 para conseguir la orilla este del mar Rojo, y a Ilasan Bey para ocupar Jidda. En seis meses la mayor parte de la península árabe estaba bajo su mando, y designó como sheriff de la Meca a su primo, que proclamó sultán a Alí. Én virtud de este nombramiento, emitió moneda y ordenó que su nombre se mencionará en la oración pública.
Su movimiento siguiente resultó fatal. Envió en 1771 a Abu-'l-Dhahab a conquistar Siria, pero este entró en negociaciones con Estambul para restaurar la soberanía otomana y marchó contra Egipto, entrando en el Cairo el 8 de abril de 1772. El 19 de abril de 1773, capturó a Alí Bey, que fue trasladado a El Cairo dónde murió.
El gobierno antes y después de Bey fue despótico, y descuidó el comercio y la irrigación de los campos hasta extremos muy graves para el futuro de los habitantes. Durante los últimos treinta años del siglo, Egipto fue asolado por epidemias que diezmaron la población. 
No es de extrañar que en esta situación, Francia y Gran Bretaña hubieran puesto sus ojos en un territorio débilmente defendido y pobre, pero fundamental en la ruta a Oriente. Los británicos consiguieron concesiones para hacer escala en el territorio en su camino hacia la India, tras la apertura del Mar Rojo en 1775. En 1798, Napoleón Bonaparte conquistó Egipto ante la sumisión del bajá y los beyes, con la aceptación otomana.

## Egipto colonial

### Gobierno de Mehmet Alí

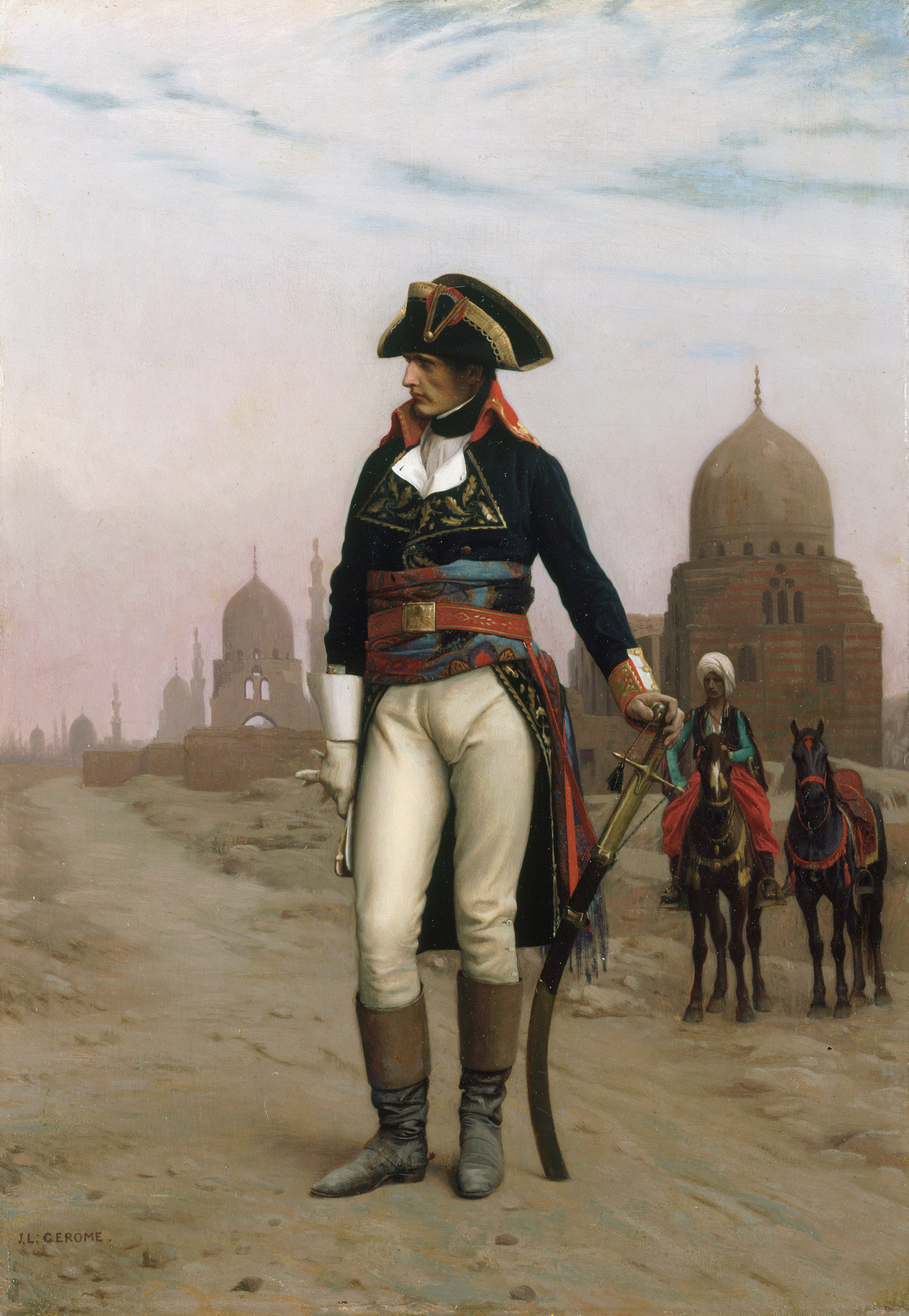
Imagen de Napoleón Bonaparte en El Cairo.

Tras la ocupación francesa de Egipto en 1798 por Napoleón, se reconoce por el Imperio otomano en la persona de Mehmet Alí como la dinastía heredera del trono del país en 1805. Hasta 1811, Mehmet Alí se deshizo de los partidarios de los Mamelucos y colocó el Alto Egipto –la zona más rica y próspera– bajo su total control. A partir de ese momento pudo permitirse una larga campaña de expansión que contó con el consentimiento, cuando no el agrado, del Imperio otomano. Combatió y venció a los wahabíes y, en 1818, dos años después de que Napoleón hubiera sido derrotado en Europa, conquistó las ciudades santas de La Meca y Medina. Hasta 1827, en sucesivas campañas, conquistó Sudán, fundó Jartum y combatió, siendo derrotado, contra las potencias europeas por el control de Grecia con el apoyo del Imperio otomano. Sin embargo, la debilidad otomana terminaría con distintas acciones de Mehmet tendentes a expandir Egipto por el norte, conquistando buena parte de Siria, poniendo sitio a Acre y amenazando a la propia Estambul. En ese momento (1839), es cuando Reino Unido, Rusia, Austria y Prusia prefieren un Imperio otomano debilitado a un poderoso Egipto, por lo que forman una alianza que exige a Mehmet el abandono de sus pretensiones al norte (Siria y Líbano). El rechazo de Mehmet lleva a las fuerzas combinadas aliadas a atacar y destruir la flota egipcia, así como a poner fin a la ocupación de Siria y Líbano. Mehmet capituló y mantuvo a partir de ese momento un ejército reducido y la promesa de no volver a expandir su territorio.

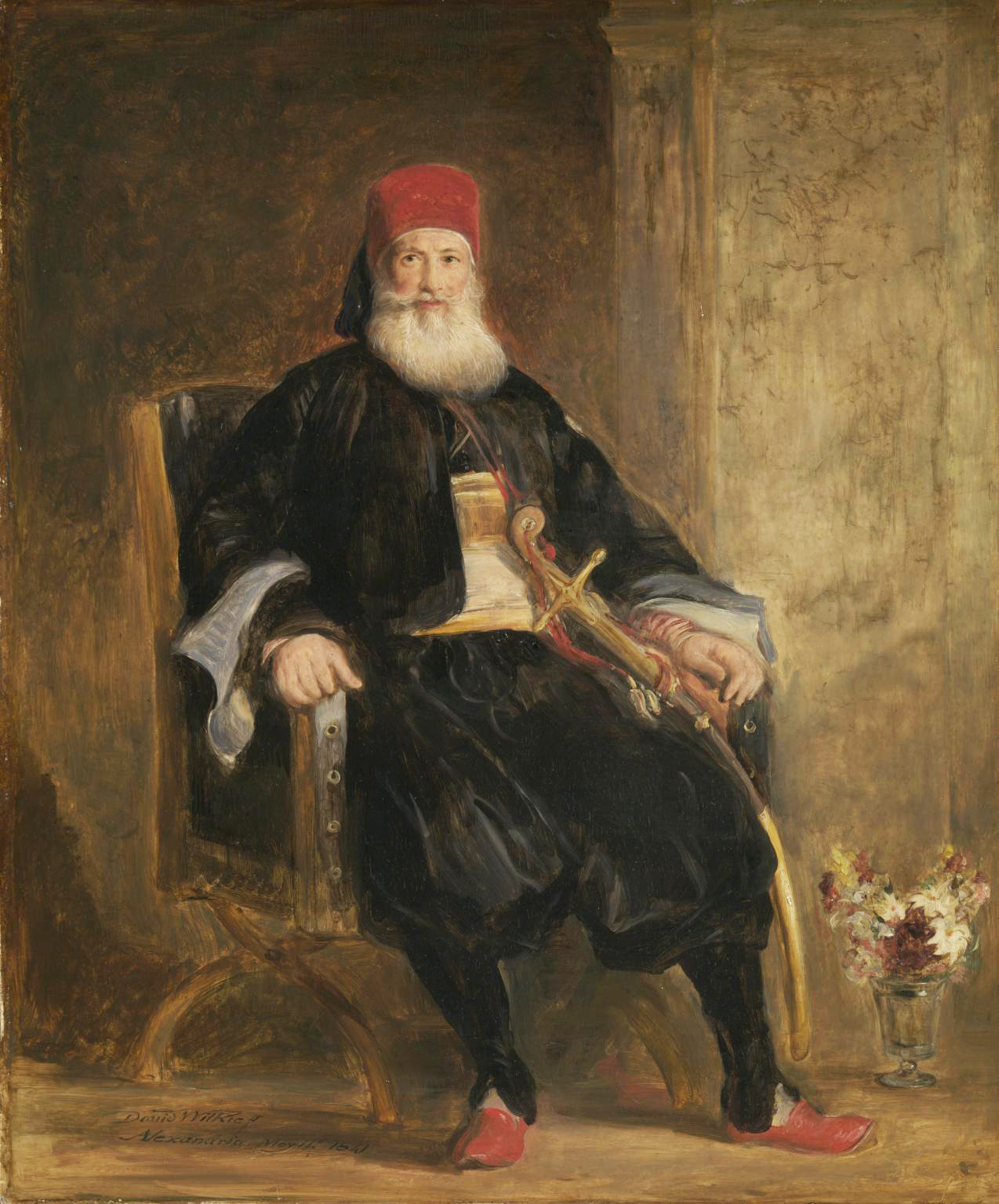
Mehmet Alí

En el desarrollo económico, apoyado por Francia, introdujo nuevos cultivos, en los que estaban más interesados los ocupantes que el propio país, como el algodón, el arroz y la caña de azúcar. Se construyeron nuevos sistemas de irrigación, pantanos y canales, creando poco a poco un sistema de mayor control del Estado sobre la economía agrícola, incluyendo el comercio de los productos, cuyos beneficios iban a parar en parte al estado, el cual lo destinaba tanto a nuevas políticas de desarrollo como a la dotación militar. Se mejoraron las infraestructuras hidráulicas, bastante abandonadas desde el siglo XVI, y se realizó una nueva distribución de la tierra, que aseguró al monarca y a sus descendientes una parte importante de suelo fértil a orillas del Nilo. 
Los primeros pasos de industrialización en Egipto se dieron durante este periodo histórico. La mayoría de las producciones tenían un vínculo con los procesos de transformación de los productos agrícolas. El textil y la industria del azúcar y el algodón fueron las más beneficiadas por las nuevas condiciones, llegando a emplear a unos 40 000 egipcios de la zona del Alto Egipto. Al igual que la agricultura, las nuevas actividades industriales gozaban de protección especial, siendo controlados hasta el extremo los intercambios comerciales con el exterior, fijando los precios de las materias primas y del producto final, así como los mercados con los que no se mantenía relación alguna, entre los cuales destacaba el del Imperio británico. Esta actitud hacia el Reino Unido, forzada primero por el ocupante francés, fue desarrollada más tarde por el propio Mehmet para evitar que los textiles británicos, de mejor calidad y que provenían de industrias mejor equipadas, ocuparan el mercado Egipcio. Este fue uno de los desencadenantes, entre otros, del interés británico por la ocupación de Egipto, dado que el comercio del Imperio veía una oportunidad de mayor expansión.

### La alianza con británicos y franceses
En 1848, Mehmet Alí renunció al trono en favor de su hijo Ibrahim Pachá a causa de su avanzada edad. Diez años antes, en 1838, Mehmet había firmado un acuerdo de libre comercio con el Imperio británico, en virtud del tratado anglo-otomano, que había puesto fin a las pretensiones egipcias tras la derrota en Líbano y Siria. Esto supuso un serio golpe para el monopolio egipcio de la industria y la agricultura y el afianzamiento de la posición estratégica de Gran Bretaña en la zona.
Ibrahim murió a los dos meses de la renuncia de su padre y ocupó el trono su sobrino, Abbas I, poco dado a la política de expansión de su abuelo Mehmet y despreocupado del gobierno interno. Esto permitió a los británicos afianzar su recién obtenida influencia sobre Egipto. En 1854 Abbas fallece y le sucede su hermano Mehmet Said, habiendo conseguido Gran Bretaña establecer una línea de ferrocarril entre El Cairo y Alejandría que le permitía reducir en más de dos meses las comunicaciones comerciales con sus posesiones en Asia, singularmente en India. No obstante, se produjeron cambios sustanciales en la política gubernamental y de alianzas. Said retomó la política de obras públicas de su padre y se deshizo de buena parte del monopolio de la agricultura, liberalizando la economía y favoreciendo las inversiones.[cita requerida] Al mismo tiempo, su amistad personal con Ferdinand de Lesseps permitió que el sultán otorgase a Francia en 1854 la explotación del canal de Suez, cuyas obras se iniciaron en 1859, siendo abierto en 1869 a través de una Compañía específica bajo el gobierno de Ismail Pasha.
Ismail llevó a cabo un gobierno enérgico continuador de las reformas de su abuelo Mehmet. Destacó por el nuevo impulso a la economía emergente de desarrollo industrial, sin carecer de excentricidades como las que le llevaron a construir más metros de vías férreas por habitante que ningún otro país del mundo,[cita requerida] a ampliar El Cairo siguiendo el modelo urbano y artístico de París o a construir grandes palacios.
También trató de imitar a Mehmet ampliando los territorios de Egipto por el sur, conquistando Darfur y tratando de ocupar Etiopía, en un intento por controlar todo el cauce del Nilo. En 1875, ocupó Hamasien (zona en la actual Eritrea). Se inició entonces una guerra abierta en la que el ejército egipcio terminó por ser derrotado y, aunque de hecho desde 1877 Egipto no mantuvo el control de la zona, no fue hasta 1884 que se firmó la paz.
Las tensiones con Gran Bretaña, que veía de nuevo una amenaza en la ruta comercial sobre sus colonias, se incrementaron con la concesión de la explotación del canal de Suez a una compañía francesa. Sin embargo, la crisis con Etiopía hizo preciso al gobierno de Ismail pedir la ayuda británica y, con ello, en 1874 el Reino Unido se hizo con la mayoría del accionariado de la compañía del canal tras un acuerdo a tres bandas.
La decadencia de la influencia francesa fue compensada con la británica. Gran Bretaña llegó a controlar la mitad del producto interior bruto, el gobierno, el ejército y la administración de facto, aunque nominalmente la monarquía egipcia mantenía la autoridad en el país. 
En 1876 Egipto se declaró en suspensión de pagos y el Reino Unido se comprometió a ayudarlo a cambio de cumplimiento de severas medidas económicas establecidas por una comisión conjunta de los países europeos acreedores. Se estableció por la misma la cuantía de la deuda pública y se atribuyeron determinados ingresos o los bienes producidos en determinados sectores o zonas al pago de la deuda. Bajo la apariencia de solventar los problemas financieros, la comisión dirigida por el Reino Unido terminó por intervenir en el conjunto de la política económica egipcia, con el consentimiento de Ismail y creando un gobierno de composición mixto de egipcios y europeos, la mayoría británicos.
Esta posición de dominio provocó las primeras reacciones entre los nacionalistas egipcios que, al amparo de la Asamblea Nacional creada en 1866 presionaron a Ismail que terminó por disolver el gobierno mixto. Esto supuso que en 1879 Ismail debiera abdicar en su hijo, Tewfik Pasha, por presiones de los gobiernos británico y francés sobre el Imperio otomano. 

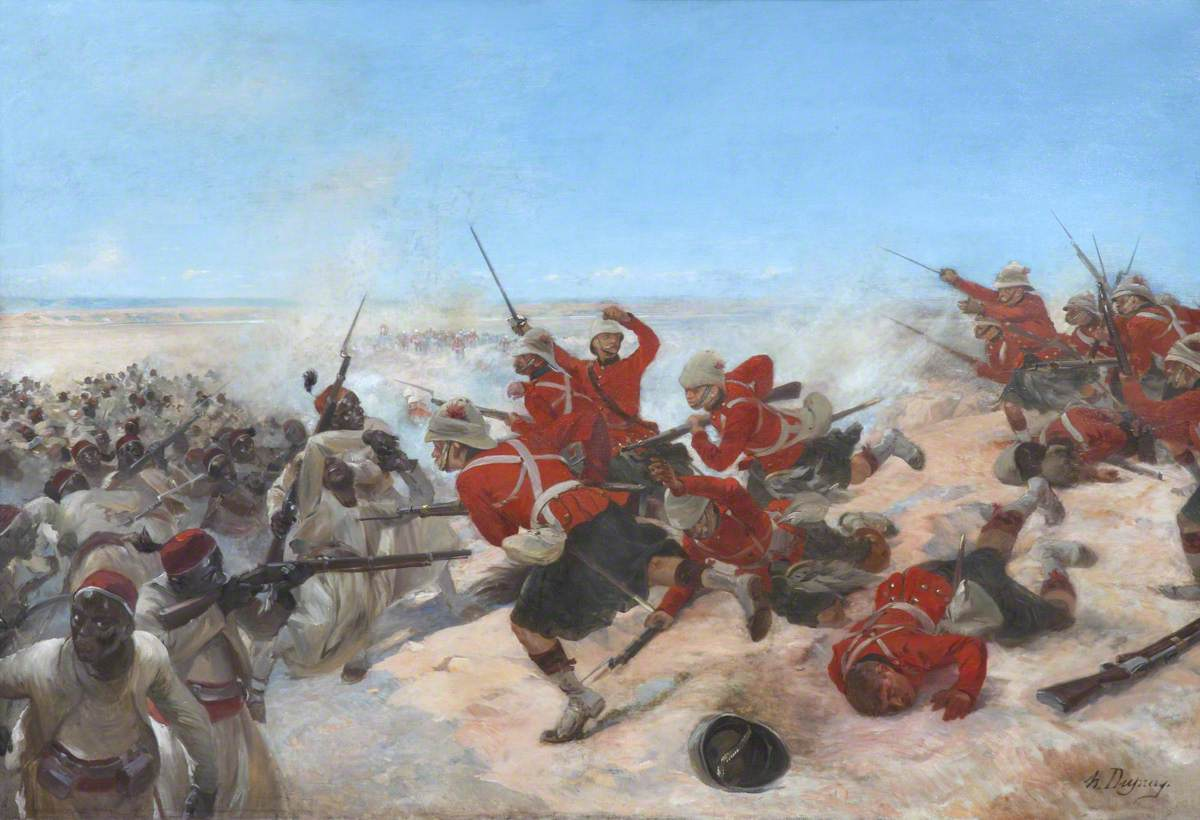
Batalla de Tel-el-Kebir, durante la Guerra anglo-egipcia, 1882.

Tewfik trató en todo momento de contentar los intereses extranjeros y restituyó de inmediato el gobierno mixto. Se estableció el 50 por 100 de los ingresos del país para pagar la deuda externa. Muchos oficiales del ejército se unieron a los nacionalistas y se levantaron contra el gobierno en 1881 dirigidos por el coronel Ahmed Orabi. Durante la sublevación Tewfik trató por todos los medios que Estambul interviniera en su favor, o las fuerzas europeas, pero ambas partes se mostraron recelosas por no incrementar las tensiones con los miembros del ejército. En 1882 el grado de deterioro del derviche fue de tal magnitud que el Reino Unido, en solitario, acordó intervenir, iniciándose la Guerra anglo-egipcia. Bombardearon Alejandría y derrotaron a los nacionalistas egipcios en Tel al Kebir el 13 de septiembre de 1882. Un ejército compuesto por 20 000 soldados británicos ocupó el canal de Suez. Un mes más tarde todo Egipto fue ocupado por las tropas. Ese mismo año Egipto pasó a ser, oficialmente, un protectorado británico.

### Bajo protectorado británico
Al tiempo de la finalización de la Primera Guerra Mundial, el nacionalismo emergente desde principios del siglo XX obtuvo el reconocimiento de la independencia, si bien los británicos se reservaron el control de la política internacional, la defensa y bases militares, hasta que en 1936 solo se encargarán del control del canal de Suez.
Durante esta época, cabe destacar la actuación a nivel gubernamental del secretario del gabinete Ahmad Zaki Pasha entre 1911 y 1921, considerado el Decano del Arabismo.

## Egipto independiente
En 1919 el partido nacionalista Wafd intenta la independencia de Egipto, sin éxito. Egipto adquirió estatus independiente el año 1922, nombrándose rey a Fuad I, hasta ese momento sultán, como resultado de la desmembración del Imperio otomano, aunque la presencia militar y el control de las comunicaciones por parte del Reino Unido duró hasta la invasión de Etiopía por los italianos. El tratado que concedió a Egipto la total independencia se firmó el 26 de agosto de 1936 y los británicos se reservaron el control del canal de Suez.
En realidad, el distanciamiento de Egipto con respecto a los otomanos había empezado cuando las potencias de Occidente aprovecharon el debilitamiento del Imperio otomano para intentar la ocupación del territorio, y abrirse de esa manera una ruta más corta hacia la India Británica, que la utilizada hasta el momento alrededor de África.

### La monarquía
Al independizarse, Egipto se transformó en una monarquía abiertamente prooccidental y se aprobó una constitución en 1923, aunque durante el gobierno de Fuad hubo de ser suspendida para controlar el incipiente nacionalismo. La constitución de 1923 declara a Egipto como Estado soberano, libre, independiente y monárquico. El legislativo recae en un Congreso de los Diputados y en un Senado y el ejecutivo en diez ministros nombrados por el rey.
Zagul del Wafd, es elegido primer ministro mediante elecciones en 1923. Desde un primer momento hubo problemas entre Fuad y el Wafd (el partido nacionalista) de modo que el primero aprueba una nueva constitución más monárquica. El Wafd boicotea las elecciones de 1931, ganadas por el Partido Liberal Constitucional (favorable a Fuad), que gobernó hasta 1935, aplicando un régimen de excepción. En 1936 se reimplantó la constitución de 1923. En 1936 se firmó un nuevo acuerdo entre Egipto y el Reino Unido que no aporta nada nuevo a lo ya existente a las relaciones entre estos dos países.
Farouk I (1936-1952) realizó la misma política antiparlamentaria que su padre. Destituyó el gobierno del Wafd, disolvió el Parlamento y convocó elecciones que ganó el Partido Liberal Constitucional (promonárquico). 
Durante la Segunda Guerra Mundial, su territorio sirvió como campo de batalla, con Egipto apoyando a los británicos contra el Afrika Korps, aunque muchos de sus habitantes eran considerados germanófilos y hubo dudas sobre el papel jugado por su rey, Farouk I. Al final del conflicto, Egipto reclamó insistentemente el abandono de Suez por los británicos y la devolución de Sudán. La fracasada guerra contra Israel en 1948-1949 acentuó el descontento de la población con sus gobernantes.

## República Árabe de Egipto

### La república bajo Nasser y el conflicto con Israel

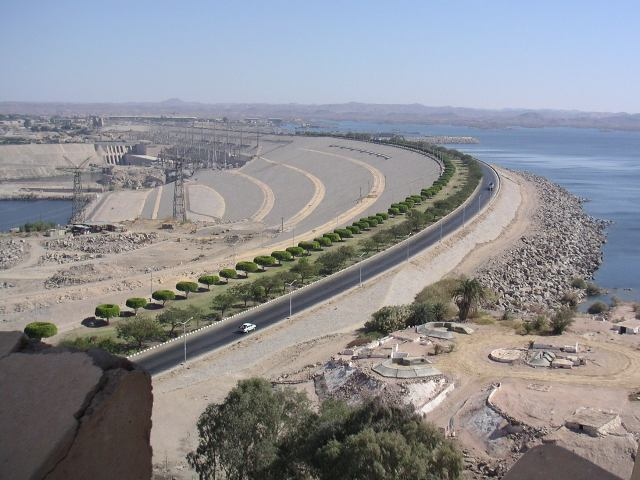
Presa de Asuán construida en 1956 por el gobierno de Nasser.

El 26 de julio de 1952, una sublevación armada encabezada por el Movimiento de Oficiales Libres y dirigida por el general Muhammad Naguib, en la que Gamal Abdel Nasser se situó en segundo plano, derrocó la monarquía e instauró una república el 18 de junio de 1953, aboliendo los partidos políticos. Ese año se redactó una constitución provisional con vigencia de tres años. Nombrado Naguib presidente, en noviembre de 1954 el propio Nasser lo derrocó proclamándose jefe de Estado. En el mismo año 1954 Sudán alcanzó la independencia y se firmó el tratado con el Reino Unido para la evacuación del canal. Apoyado inicialmente por Estados Unidos y el Reino Unido, Nasser se ganó su creciente hostilidad debido a su apoyo a la descolonización, manifestado en la Conferencia de Bandung. Debido a ese progresivo distanciamiento de las democracias occidentales, Nasser se volcó hacia la Unión Soviética, quien le proveía de material militar.
Egipto decide construir la Presa de Asuán y para ello pide un préstamo al Banco Mundial. Estados Unidos y el Reino Unido se oponen al mismo bajo la excusa de las relaciones de Egipto con los países comunistas. Nasser nacionalizó en 1956 el canal de Suez como una medida de presión para que le den el préstamo. La medida despertó enérgicas protestas del Reino Unido y Francia, debido a que ambos países eran accionistas mayoritarios del canal. Reino Unido, Francia e Israel atacan Egipto en octubre y noviembre de 1956 pero EE. UU. y la URSS ordenan el alto el fuego. El retraso en concretar una invasión armada en Egipto hizo que Nasser demostrara sus dotes como administrador de esa nueva fuente de recursos para su país, ganándose así la simpatía mundial. Cuando Francia y Reino Unido iniciaron la invasión el 31 de octubre, con el apoyo de Israel que atacó dos días antes, incluso la ONU llamó a los agresores a retirarse bajo la amenaza de intervención de la URSS.
Para Francia y el Reino Unido la guerra del 56 fue un fracaso. Ambos países descubrieron que la era de los imperios coloniales ya había acabado ante la nueva realidad de la Guerra Fría protagonizada por EE. UU. y la URSS. Para Egipto la corta guerra supuso una victoria, pues recuperó el control del canal; para Israel la adquisición del Sinaí y de la franja de Gaza; para EE. UU. fue una oportunidad de intervenir en Oriente Medio; la URSS apareció como la defensora de las naciones agredidas por el neocolonialismo occidental.
Este hecho, sumado a otros éxitos logrados en la política exterior, consolidaron a Nasser como líder indiscutible en el interior y le dieron la legitimidad suficiente para institucionalizar su modelo político.
Los principios ideológicos del Nasserismo, se concretaron en esta etapa con la aprobación de una nueva Constitución en 1956.
En el aspecto institucional, la Constitución de 1956 convertía a Egipto en una República de marcado carácter presidencialista, en la que la voluntad de la Asamblea quedaba subordinada a la del propio Nasser. También establecía la existencia de un partido único, la Unión Nacional y, en definitiva trataba de dar un marco legal al proceso revolucionario. El texto, que contemplaba todo el ideario político del propio Nasser, señalaba la necesidad de que el Estado tuviera la posesión de todos los medios de producción, medios de comunicación, el control del comercio exterior, etc. Es decir, suponía la base legal una revolución social que permitiera que los medios de producción pasaran a manos del Estado para que este distribuyera la riqueza; de esta forma Nasser también pretendía ganarse el apoyo de las clases más desfavorecidas y así aumentar el apoyo social de la revolución.
Entre 1958 y 1961 Egipto formó parte, junto con Siria, de la República Árabe Unida, de la que Nasser era presidente. Asimismo, formó una alianza con Yemen en el mismo periodo que se denominó Estados Árabes Unidos. 
La secesión de Siria de la República Árabe Unida supone un fracaso en la política exterior egipcia y hace necesaria una reorientación del proyecto arabista, abriendo en palabras del propio Nasser, una nueva fase en la revolución. En este contexto es en el que se convoca en octubre de 1961 el Congreso Nacional de las Fuerzas Populares, integrado por miembros pertenecientes a todos los estratos sociales y donde se elabora una Carta Nacional en la que quedaban establecidas las bases políticas e ideológicas de esta nueva etapa de la política nasserista. Esta Carta Nacional establecía, entre otras cosas, la nueva composición del Congreso, que pasaba a estar integrado por representantes de distintos sectores de la sociedad egipcia (obreros, estudiantes, intelectuales, asociaciones feminsitas...).
El Congreso, ya con su nueva conformación, aprueba en 1962 una serie de cuestiones que suponían en la práctica un paso más en la profundización del modelo nasserista: se establece oficialmente la denominación de socialismo para definir al sistema egipcio y el partido único ya existente, la Unión Nacional, pasa a denominarse entonces Unión Socialista Árabe. También se realiza una segunda reforma agraria, que aunque tiene efectos importantes, no alcanzó el resultado esperado y sigue sin transformar verdaderamente las estructuras agrarias. Con las Leyes de Nacionalización, todos los sectores claves (industria, banca y comercio exterior) quedaban bajo control del Estado, que ejerció una férrea planificación económica por medio de planes quinquenales. Podemos hablar de economía mixta ya que aunque en teoría dirigen el Estado y las “fuerzas populares”, el sistema sigue en muchos sentidos funcionando como capitalismo. A finales de los años 60, empiezan a notarse síntomas de crisis en este modelo.
Durante este periodo inmediatamente posterior a la promulgación de la Carta Nacional también crece notablemente la utilización por parte de Nasser de un lenguaje revolucionario, en ocasiones seudo marxista. En política exterior, si bien es cierto que en la práctica el acercamiento a la URSS es muy importante, Nasser sigue siendo uno de los líderes destacados del Movimiento de Países No Alineados.
En 1967, Egipto movilizó tropas a la península del Sinaí, y ordenó a la ONU la retirada de la Fuerza de Emergencia, estacionada en la zona desde la guerra del 1956. Poco tiempo después, Egipto cerró el estrecho de Tirán (en la entrada al golfo de Eilat-Aqaba) a toda la navegación israelí y a todos los barcos que se dirigían a Eilat. Este bloqueo privó a Israel de su única ruta de suministro con Asia y detuvo el flujo de petróleo de su principal proveedor, Irán. Estos elementos, sumados a acciones similares por parte de Siria y movimientos de tropas jordanos, que mantenían un acuerdo de defensa recíproca con Egipto, motivaron la decisión israelí de lanzar una ofensiva militar sobre la península del Sinaí, durante la cual sus tropas alcanzaron el canal. La ofensiva fue parte de la guerra de los Seis Días. Aunque la guerra cesó en menos de una semana, los israelíes se negaron a retirarse del canal hasta 1975, lo que motivó su bloqueo y Egipto perdió la península del Sinaí. Aunque Nasser trató de dimitir en un primer momento, obtuvo de la Asamblea Nacional plenos poderes legislativos y ejecutivos. Eliminó a los elementos hostiles del ejército y reforzó los acuerdos militares y políticos con la URSS en dos tratados de 1967 y 1969. Además, el 90 % de la actividad económica quedó en manos del Estado.
La segunda presa de Assuan, la Presa Alta (El saad al Aali), comenzó a construirse en 1960. En 1964 comenzaba a llenarse el embalse, llamado lago Nasser, terminando la presa en 1970 y alcanzando la capacidad total en 1976.

### El Egipto moderno que inició Sadat

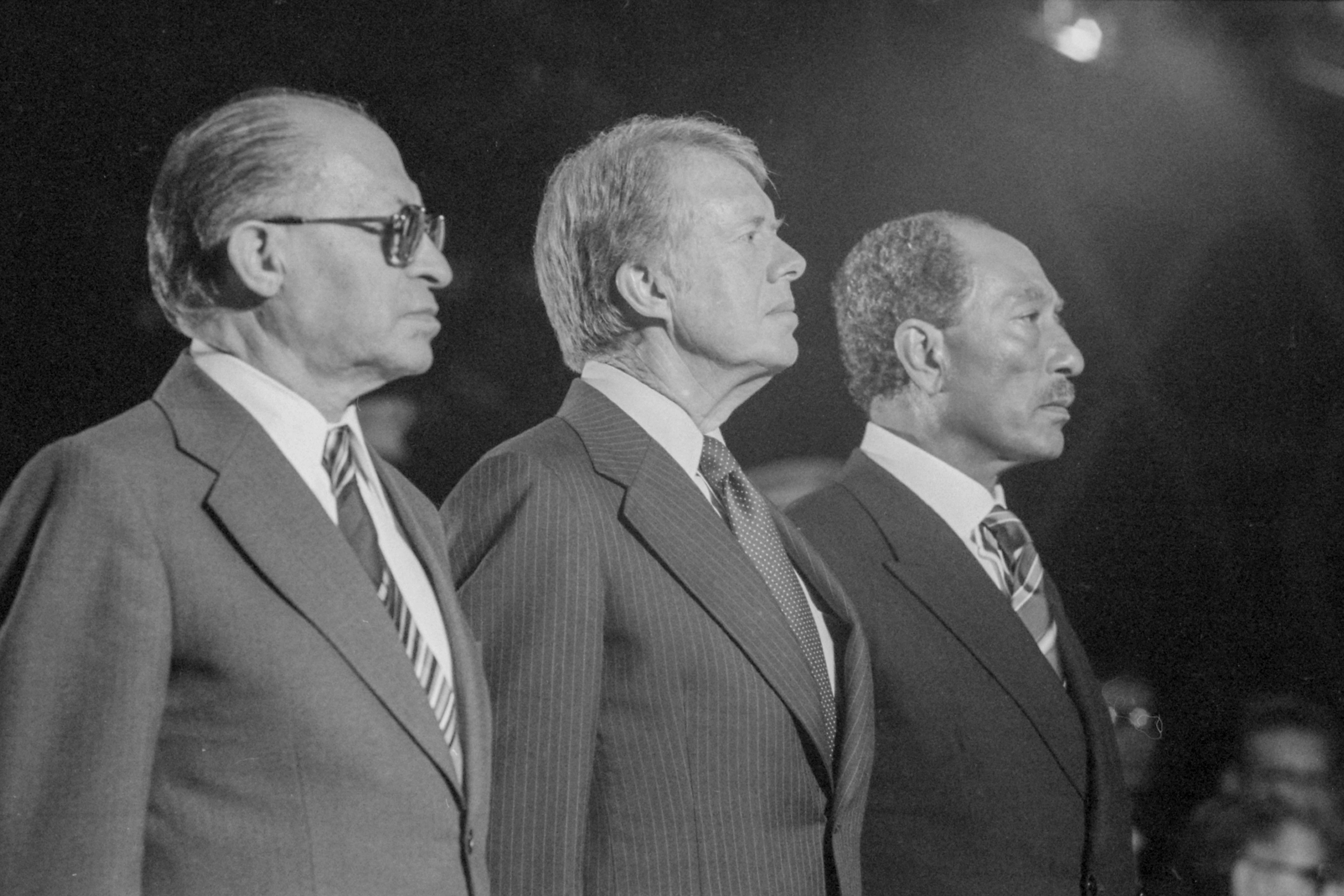
De izquierda a derecha, Menachem Begin, Jimmy Carter y Anwar el-Sadat en Camp David

En 1970, el presidente Nasser falleció inesperadamente, víctima de un ataque al corazón. El poder fue asumido por Anwar el-Sadat quien hasta entonces era Vicepresidente, y que inició una política de conciliación hacia Israel. En 1971 se aprobó una nueva Constitución y se cambió el nombre del país a su actual denominación como República Árabe de Egipto. A partir de 1973 se aleja de la URSS y se acerca a EE. UU.
Sadat inició reformas económicas que liberalizaron una parte importante de las industrias. La situación fue estable hasta que en la guerra del Yom Kippur la ofensiva contra Israel volvió a fracasar y en 1974 se sucedieron graves altercados con estudiantes y trabajadores. La comparación popular con Nasser debilitaba al nuevo líder que no tenía el carisma de su predecesor y se le acusaba de los males del país.
Sadat lanza la política de Infitah (apertura) que tiene como objetivo, al reducir el papel del Estado, atraer la inversión extranjera y promover las relaciones con los Estados Unidos. Una clase de nuevos ricos se está desarrollando rápidamente. En 1975, había más de 500 millonarios en Egipto, pero más del 40% de la población vivía por debajo del umbral de la pobreza y alrededor de la capital se estaban desarrollando barrios marginales. Además, el país acumuló una deuda monumental durante los años de Infitah. Para reestructurarlo, el FMI pidió la abolición de todas las subvenciones a los productos básicos, lo que condujo a disturbios en enero de 1977. El gobierno involucra al ejército, generando un número desconocido de víctimas.
La reorientación de la economía llevó a Sadat a buscar el apoyo de las élites rurales tradicionales, cuya influencia había disminuido bajo el nasserismo. Los agricultores son expulsados de las tierras en disputa. En las ciudades, para frustrar a las organizaciones nasserianas y marxistas, Sadat ha liberado a miles de prisioneros islamistas y les ha concedido libertades políticas. En 1972, las autoridades hicieron transportar a militantes islamistas en vehículos estatales para recuperar violentamente el control de las universidades y arrestaron a líderes estudiantiles de izquierda.
Fortalecida por esta alianza con el gobierno, la Al-Gama'a al-Islamiyya ganó influencia y la sociedad egipcia se islamizó, también por el fortalecimiento de las relaciones con Arabia Saudita. Por último, Gamaa al-Islamiy se divide en dos facciones: una a favor del gobierno de Sadat, que desea proseguir esta islamización mediante reformas, y otra orientada al terrorismo. En los años ochenta, el gobierno favoreció la salida de los militantes de esta segunda facción hacia Afganistán, con el apoyo financiero de Arabia Saudíta
Tras años de negociaciones ya con la aproximación a las tesis de Estados Unidos y la Comunidad Europea, Sadat y el primer ministro israelí Menahem Begin firmaron los Acuerdos de paz de Camp David, bajo los auspicios del presidente de Estados Unidos Jimmy Carter, lo que abrió la esperanza de una paz duradera en Medio Oriente. Esto le valió a Sadat y Menachem Begin el Premio Nobel de la Paz. Sin embargo las demás naciones árabes y el pueblo de Egipto se sintieron traicionados con estos acuerdos. Grupos ultranacionalistas opositores a la política conciliadora de Sadat llevaron a cabo un atentado en su contra, y lo asesinaron junto a otros miembros del régimen durante un desfile militar en 1981.

### Hosni Mubarak

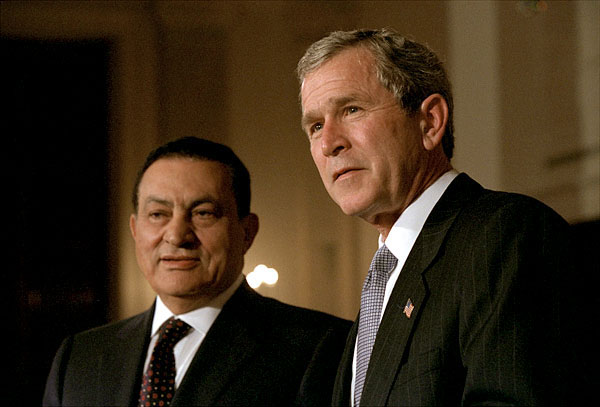
Hosni Mubarak junto a George W. Bush. El apoyo del mandatario egipcio a la guerra de Irak fue duramente criticado por sus vecinos árabes.

Desde entonces, Egipto ha estado en manos de Hosni Mubarak como presidente. En 1982 se recupera el Sinaí y Mubarak será reelegido en 1987. Establece de nuevo relaciones diplomáticas con los países árabes y reingresa en la OPEP, pero la guerra de Irak volverá a alejar a Egipto –por su apoyo a la coalición liderada por Estados Unidos– de buena parte de sus vecinos, y a la denuncia de su política por la Organización para la Liberación de Palestina. Mubarak supera en 1995 un atentado preparado por Islamistas sudaneses e incrementa aún más su política de represión del terrorismo de corte islámico que había costado la vida del presidente Sadat.
Tras el atentado de Luxor del 17 de noviembre de 1997, la política penitenciaria egipcia cambia con una extensión de las ejecuciones que hace intervenir a la comunidad internacional y Amnistía Internacional sin éxito. Los atentados islamistas se repiten después en Sharm el-Sheij en 2005. Los atentados, unidos al efecto de los del 11 de septiembre de 2001 en Estados Unidos, llevó al país a una crisis en los ingresos por turismo especialmente grave.
El gobierno de Mubarak ha acometido la creación de un valle paralelo al del Nilo para crear una gran zona agrícola en el desierto occidental, por medio de la construcción del canal de Toshka. Este proyecto permitirá la creación de puestos de trabajo y la descongestión de las excesivamente pobladas ciudades ribereñas del Nilo.
Hosni Mubarak prosigue la política de liberalización económica, en particular mediante la reducción de las subvenciones agrícolas y de consumo y la liberalización de los precios. En 1992, se le cancelaron las disposiciones que rigen el arrendamiento de tierras. Conocida como la "ley para expulsar a los campesinos de sus tierras", esta ley, combinada con otras medidas para separar al Estado de la economía, aumenta el descontento de las poblaciones rurales pobres, especialmente en el Alto Egipto.

### La revolución de 2011
A finales de 2010 el pueblo egipcio se lanza a la calle en contra del sistema político existente. El resultado es el cambio de gobierno y la salida de Mubarak.
El 24 de noviembre de 2017, ocurrió un atentado terrorista en el norte de la península del Sinaí, dejando al menos 305 muertos.